# لويس كايسيدو ميدينا
لويس كايسيدو ميدينا هو لاعب كرة قدم إكوادوري في مركز قلب الدفاع، ولد في 11 مايو 1992 في غواياكيل في الإكوادور. لعب مع نادي برشلونة.

## وصلات خارجية
- لويس كايسيدو ميدينا على موقع قاعدة بيانات كرة القدم.إي يو (الإنجليزية)
- لويس كايسيدو ميدينا على موقع ناشيونال فوتبول تيمز (الإنجليزية)
- لويس كايسيدو ميدينا على موقع Soccerway.com (الإنجليزية)
- لويس كايسيدو ميدينا على موقع عالم كرة القدم.نت (الإنجليزية)
- لويس كايسيدو ميدينا على موقع AS.com (الإسبانية)